# ケニアの言語
ケニアの言語（ケニアのげんご）について述べる。ケニアは、多言語国家である。バントゥー語群のスワヒリ語と植民地支配（ケニア植民地）でもたらされた英語がリングワ・フランカとして話されている。この2つは作業言語としての役割を果たしている。ケニアには、第二言語として話す人を含めれば、英語よりもスワヒリ語を話す人が多い。

## 概観

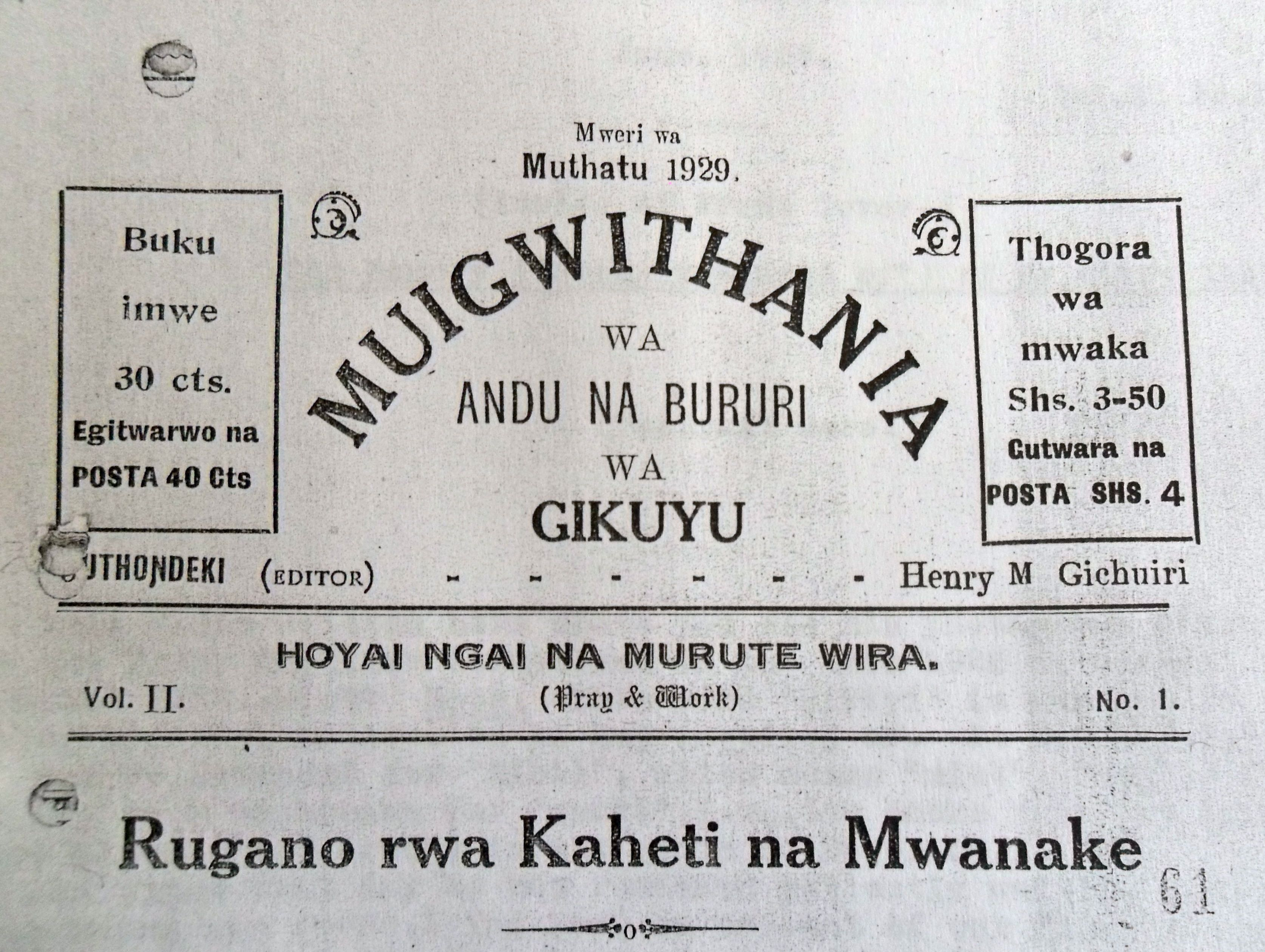
Page from the Kikuyu publication Muigwithania (1929).

エスノローグによれば、ケニアでは68の言語が話されている。この多様性は、アフリカで見られる主要な民族的、言語学的なグループのほとんどを含む国内の多様な人口を反映している。
地元で話される言語のほとんどが2つの大きな語族、ニジェール・コンゴ語族（バントゥー語群）、ナイル・サハラ語族（ナイル諸語）に属していて、それぞれ国内のバントゥー系民族とナイロートの人々に話されている。クシ語派とアラブ人の少数民族がアフロ・アジア語族の言語を話し、イギリス人とヒンドゥスターンの住民がインド・ヨーロッパ語族の言語を話している。
通常、ケニアの様々な民族はそれぞれのコミュニティで第一言語を話している。2つの公用語、英語とスワヒリ語が、流暢さの程度に違いはあれど、コミュニケーションのために使われている。
ケニアでは、イギリス英語が、主に使われている。さらに、性質が異なる方言のケニア英語が一部のコミュニティと人々に使われていて、キクユ語やスワヒリ語のような地元のバントゥー語群に由来する独自の特徴がある。植民地化以来ずっと発展していて、アメリカ英語の特定の要素も含まれている。英語は商業、学校教育、政府で広く話されている。都市近郊や農村部の住民はマルチリンガルではなく、農村部の多くでは母国語のみが話される。

## 語族

### 主要言語

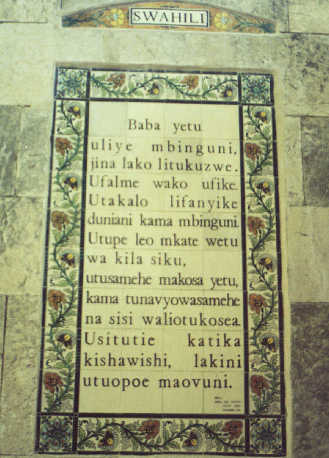
Lord's Prayer in Swahili, a Bantu language that alongside English serves as a lingua franca for many in Kenya.

エスノローグ（2009年）のレポートによれば、ケニアでネイティブスピーカーが最も多いコミュニティは以下の通り。
- ニジェール・コンゴ語族
  - バントゥー語群
    - キクユ語 700万
    - カンバ語 430万
    - グシイ語 380万  (2017年)
    - メル語 174万
    - ルヒヤ語 660万
    - ポコモ語（英語版）
    - ギリアマ（英語版） 62万 (1994年)
    - エンブ語 43万 (1994年)
- ナイル・サハラ語族
  - ナイル諸語
    - ルオ語 427万
    - カレンジン語 > 160万
    - マサイ語  59万
    - トゥルカナ語（英語版） 90 万  (2009年)

### 少数言語
国内の少数民族に話されている言語は以下の通り。
- アフロ・アジア語族
  - クシ語派
    - レンディーレ語
    - ソマリ語 240万  (2009年)

  - セム語派
    - アラビア語
- インド・ヨーロッパ語族
  - インド・イラン語派
    - ヒンドゥスターニー語

  - ゲルマン語派
    - 英語